# フラワー号 (鴻巣市)

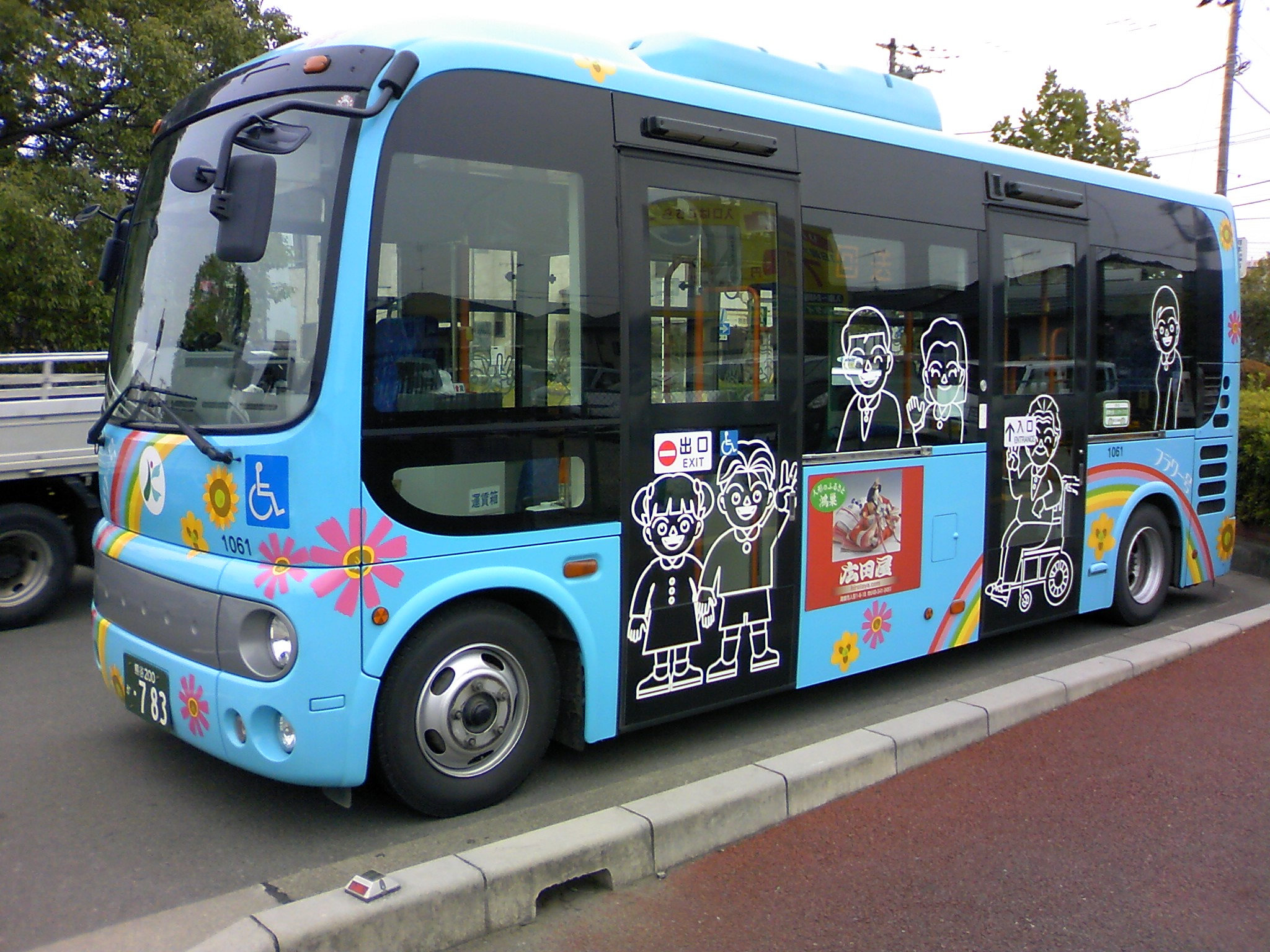
フラワー号の車両
朝日自動車 1061号車
日野・ポンチョ
BDG-HX6JLAE（2007年式）

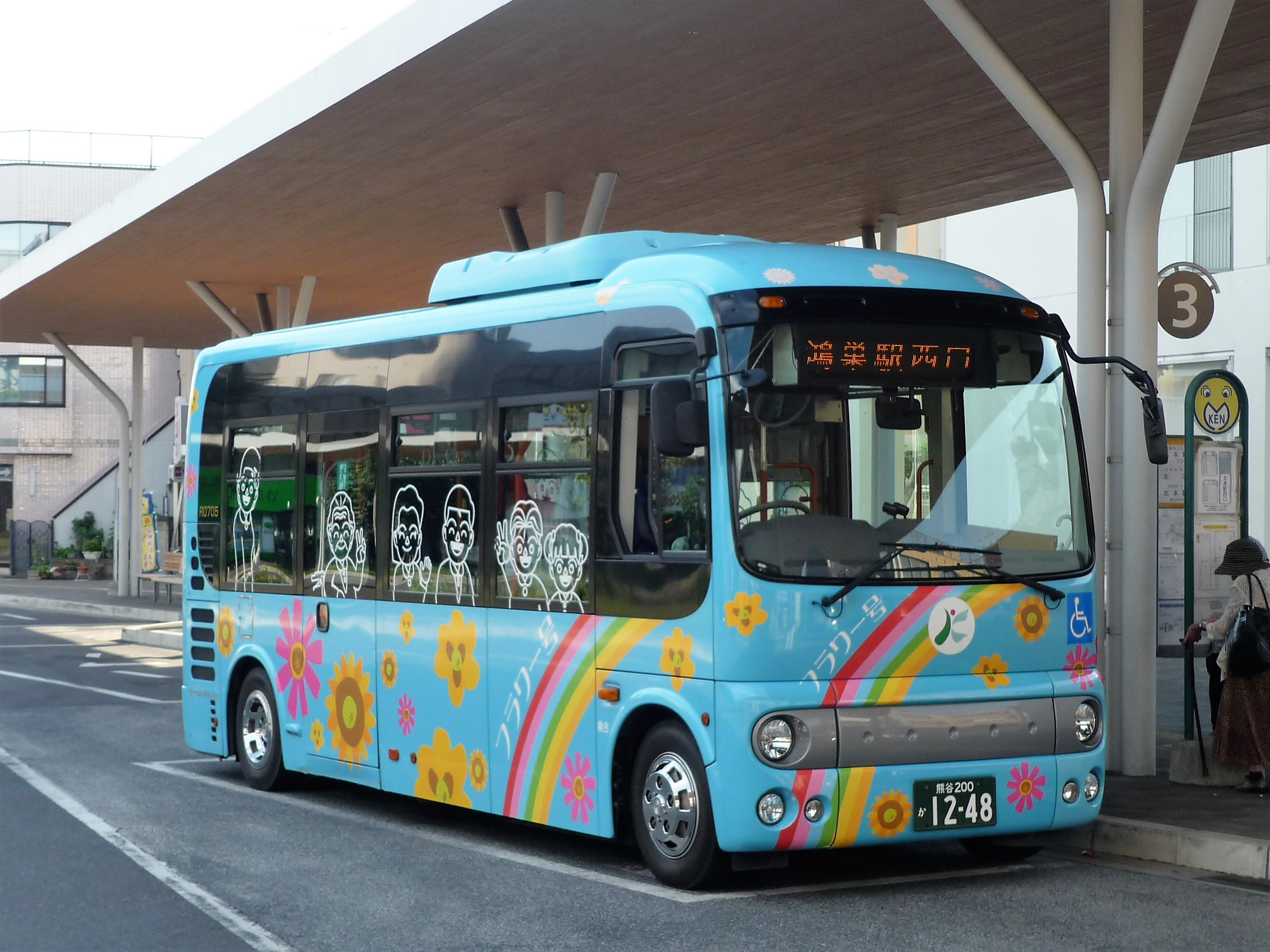
フラワー号の車両
ロイヤル交通
日野・ポンチョ
北本駅西口にて

フラワー号（フラワーごう）は、埼玉県鴻巣市が運行するコミュニティバスである。2002年（平成14年）1月運行開始。一部路線は隣接する北本市へ乗り入れる。朝日自動車加須営業所とロイヤル交通に運行を委託している。

## 概要
路線バス川里循環線・鴻巣鎌塚線の廃止代替として2002年1月より運行開始。当時の正式名称は「鴻巣市・川里町広域循環バス フラワー号」で、鴻巣市と鉄道路線のない旧・北埼玉郡川里町を結ぶ広域コミュニティバスとして、朝日自動車加須営業所に委託して運行されていた。その後、2005年10月1日に鴻巣市が川里町を編入合併したことで鴻巣市単独のコミュニティバスとなった。これがかつて運行されていた「川里循環コース」である。
こうした経緯から、旧・川里町と共に編入合併された旧・北足立郡吹上町域は一切経由していなかったが、2008年1月21日より実証運行の形で新路線を3路線開設し、旧「フラワー号」を「川里コース」へ改称し、「フラワー号」は旧フラワー号と新路線を合わせた総称とした。また、鴻巣市南西部の住民の要望に応える形で、隣接する北本市の北本駅まで至る新路線も同時に開設された。
これまで数回大幅な路線見直しを行っており、川里方面が循環路線の時期と東側の路線（広田コース）及び西側の路線（共和コース）へ分離された時期、吹上方面が南北共通路線の時期と南側の路線及び北側の路線に分離を交互に繰り返している。
馬室コース・常光コースは市境を越えて北本市の北本駅まで乗り入れており、北本市内にも複数のバス停が設置されている。一方、北本市以外の隣接する自治体（桶川市・久喜市・行田市）との市境付近も走行しているが、いずれもバス停は設定されていない。

## 沿革
- 2002年1月 - 「鴻巣市・川里町広域循環バス フラワー号」として運行開始。
- 2005年10月1日 - 鴻巣市が川里町・吹上町を編入合併。
- 2008年1月21日 - 路線新設。
  - 「フラワー号」を鴻巣市コミュニティバスの総称とする。
  - 旧フラワー号を「川里コース」へ改称。
  - 「馬室コース」「田間宮コース」「吹上コース」を新設
- 2009年4月1日 - 路線再編。
  - 「笠原コース」「常光コース」を新設。
  - 川里コースを「広田コース」「共和コース」に分割。
  - 田間宮コース、吹上コースを再編。
  - 運賃体系を変更。
- 2011年4月1日 - 路線再編。
  - 常光コースを再編。
  - 一日乗車券を値下げ。
- 2014年4月1日 - 路線再編。
  - 広田コース・共和コースを「川里循環コース」として統合。
  - 吹上コースを「吹上北コース」「吹上南コース」に分割。
  - 田間宮コース・馬室コースの運行事業者を変更。
  - 乗車方法を変更。
- 2019年4月1日 - 路線再編[1]。
  - 広田コース・共和コース：川里循環コースをかつて一時期分割していた形に再分割、更に鴻巣駅-箕田地区-北鴻巣駅間を廃止（中山道コースに移管）
  - 吹上コース：吹上南コースと吹上北コースを再び吹上コースとして再統合、北回りと南回りの交互運行の形で運行。北コースの鎌塚・新宿地区及び南コースの一部で直通していた北鴻巣駅西口、鴻巣駅方面への区間を廃止、現吹上南コースの一部を田間宮コース一部経路廃止の代替として東側へルート変更。
  - 常光コース：一部停留所の廃止。なお、当初は人形町経由を廃止し、市役所入口経由に経路統一する形で検討していたが、代替の中山道コースによる人形町乗り入れが頓挫したため断念した。
  - 田間宮コース：一部大回りしているルートを廃止して北鴻巣駅西口へショートカット。その一方で利用客の見込める関東工業自動車大学校及び箕田幼稚園を経由するよう変更。
  - 笠原コース：鴻巣市中心部の一部ルートを変更。
  - 馬室コース：北本市内の一部ルートを変更。
  - 中山道コース：鴻巣駅東口から旧中山道を通る最短ルートで北鴻巣駅西口、更に一部は吹上駅南口を結ぶ新路線（鴻巣駅東口-前砂東間は吹上南コース・川里循環コース・田間宮コースの廃止区間と同ルート）。当初は鴻巣駅から更に南下して人形町に乗り入れ、広田屋駐車場での折り返しを想定していたが、現地調査の結果断念した。
  - デマンド交通を導入（実証運行は2018年6月より実施、2019年4月以降も当面実証運用を続行）
- 2020年4月1日 - 運賃改定。
  - 一般運賃を1乗車200円、1日乗車券400円に改定。市内在住の80歳以上の高齢者と妊婦は特別乗車証の発行を事前申請し提示することで運賃無料とする。
  - 一部停留所名を変更。
- 2024年4月1日 - ダイヤ改正[2]
  - 土曜日及び祝日を平日ダイヤから休日ダイヤに移行。
  - 馬室コースの白雲荘・妙楽寺入口停留所を通過する便を増加。
  - 共和コースの上会下新田・内郷停留所を通過する便を増加。
  - 中山道コースの北鴻巣駅-吹上駅間の乗り入れ便を増加。
- 2024年7月20日-8月28日 - 特別企画
  - 市政70周年を記念して小中学生を対象に運賃無料サービスを実施。

## 運行内容

### 運賃・乗車券類
- 全線大人200円、小中高大学生・免許返納者・65歳以上100円（前払い・前乗り後降り）。
- 全線乗り放題の一日乗車券も発売している（大人400円、小中高大学生・免許返納者・65歳以上200円）。
- 朝日自動車が担当する広田・共和・吹上・中山道コースでは、交通系ICカード（PASMO・Suica）が利用可能。一般路線バスと同様にバス利用特典サービス（バス特）にも対応していた。
  - 朝日自動車が担当するコースでは、一般路線バスとは異なりPASMOは導入されずバス共通カードのみ利用可能だったが、バス共通カードが2010年7月31日をもって廃止となったため、代替として翌8月1日よりPASMOが導入され、首都圏ICカード相互利用サービスによりSuicaも利用可能となった。また、以前は田間宮・馬室コースも朝日自動車が担当していたためバス共通カードが利用できた。
- ロイヤル交通が担当する笠原・常光・田間宮・馬室コースでは、交通系ICカードは利用できない（バス共通カードも利用不可だった）。そのため代替としてバス共通カードと同等の割引額に設定した回数券を発売している。
- おおとりまつりの開催される土日は運賃が無料となる。（こうのす夏まつりのときは適用されない）

### 市担当部署
- 現行：生活安全課生活交通担当
- 2009年3月までの担当
  - 旧川里コース：くらし支援課生活交通担当
  - その他の路線：経営政策課政策推進担当

## 現行路線

### 広田コース
- ふるさと館 - 花久の里 - 川里工業団地 - 川里支所 - フラワー通り - 箕田公民館 - 北鴻巣駅東口

一部便は花久の里もしくは川里工業団地-北鴻巣駅間のみの運行。北鴻巣駅発の朝便は川里支所などを通過。

### 共和コース
- ふるさと館 - 花久の里 - 北根新田 - 県央みずほ斎場 - 関東福祉専門学校前 - 鴻巣市役所入口 - 女子高入口 - 鴻巣駅東口

一部便は花久の里もしくは北根新田-鴻巣駅間のみの運行。更に一部便は北根新田など・内郷など（いずれかもしくは両方）を通過。

### 中山道コース
- 鴻巣駅東口 - 鴻神社 - 箕田郵便局前 - 北鴻巣駅西口 - 吹上保健センター入口 - 吹上駅南口

駅への接続経路を除く全区間が旧中山道（県道164号鴻巣桶川さいたま線・県道365号鎌塚鴻巣線、鴻巣駅入口交差点-第四中仙道踏切前間）を経由し、高崎線沿いに同線の市内3駅を結ぶ路線。ただし、ほとんどの便が鴻巣駅-北鴻巣駅間（旧川里循環コースから分離した区間）のみの運行で、一部の便が吹上駅まで延長しているような形のダイヤとなっている。

### 吹上コース
- （南回り）吹上駅南口 - 吹上支所 - コスモスアリーナふきあげ - 吹上ふれあいセンター入口 - フジモール吹上 - 袋 - 三ツ木交差点 - 北鴻巣駅東口
- （北回り）吹上駅北口 - 下忍農村センター入口 - 吹上郵便局入口 - 吹上ふれあいセンター入口 - フジモール吹上 - 袋 - 三ツ木交差点 - 北鴻巣駅東口

旧吹上町域東部を北回りと南回りの交互運行で結ぶ路線。吹上ふれあいセンター入口-北鴻巣駅東口間は南北ルート共通。
フジモール吹上では、朝は「フジモール吹上入口」停留所（県道307号福田鴻巣線上）、日中は「フジモール吹上」停留所（敷地内）を発着する。ただし休館日などは敷地内に入れないため、ダイヤに関わらず「フジモール吹上」停留所は利用不可となる。

### 田間宮コース
- 鴻巣駅西口 - 鴻巣高校入口 - 生涯学習センター入口 - 田間宮小前 - 関東工大前 - 吹上秋桜高校前 - 北鴻巣駅

鴻巣駅西口から市西部の田間宮地区・旧吹上町南西部の三町免地区を経由して北鴻巣駅西口に至る路線。

### 馬室コース
- 鴻巣駅西口 - 鴻中陸橋西 - 馬室陸橋 - 馬室小前 - 白雲荘 - あたご公民館前 - 松原小入口 - 鴻巣南中入口 - 西高尾郵便局前 - 北本駅西口

鴻巣駅西口から市南西部の馬室地区・松原地区を経由して北本駅西口へ至る路線。北本市内の西高尾地区にもバス停が数ヶ所設置されている。また、途中の白雲荘へは日中の便のみ乗り入れる（土休日は早朝の運行は無い為、全便が白雲荘経由）。

### 笠原コース
- 鴻巣駅東口 - 中央図書館入口 - 総合福祉センター前 - 鴻巣フラワーセンター入口 - 笠原公民館 - 上谷総合公園

鴻巣駅東口から八幡田地区・笠原地区を経由して上谷総合公園へ至る路線。なお、鴻巣駅東口発の最終便は二貫野前止まりとなる。

### 常光コース
- （鴻巣市役所入口経由）鴻巣駅東口 - 女子高入口 - 鴻巣市役所入口 - 関東福祉専門学校前 - 太平住宅団地 - 常光公民館入口 - 常光果樹集荷場 - 北本市体育センター入口 - 宮内交差点 - 北本駅東口
- （人形町経由）鴻巣駅東口 - 富永町 - 人形町 - 太平住宅団地 - 常光公民館入口 - 常光果樹集荷場 - 北本市体育センター入口 - 宮内交差点 - 北本駅東口

鴻巣駅東口から市南東部の常光地区を経由して北本駅東口へ至る路線。北本市内の宮内地区にもバス停が数ヶ所設置されている。鴻巣駅東口 - 太平住宅団地の区間は市役所入口経由と人形町経由の2つのルートがあり、平日は交互運行、土休日は人形町経由のみ運行。太平住宅団地-北本駅間は両ルート共通。なお、平日の北本駅発の最終便は太平住宅団地止まり、北本駅東口行きの始発便は鴻巣市役所入口始発となる。

## 廃止路線
- 川里コース

川里地区（旧川里町）には鉄道駅がないため、このバスを使って鴻巣駅・北鴻巣駅を経由し、東京・大宮・熊谷方面や鴻巣市街地へ行く人が多かった。

## 車両
専用カラーの小型バスで運行される。現行車両は、全コースで小型ノンステップバスの日野・ポンチョ（2ドアロングボディ、37人乗り）を使用する。
朝日自動車が5コースを運行していた時代は、旧フラワー号（川里コース→共和コース・広田コース）運行開始時に導入された日野・リエッセ（専用カラーまたは朝日グループ共通カラー）と日野・ポンチョを吹上・田間宮・馬室コース運行開始時に導入した。当初は川里コースではリエッセを、吹上・田間宮・馬室コースではポンチョを使用していたが、後に両者が5コース共通で使用された。田間宮コース・馬室コースをロイヤル交通に移管してからは、全て専用デザインのポンチョとなった。車検等のときは朝日バスカラーのポンチョ・リエッセ（行田市内循環共通）が代走する場合がある。
ロイヤル交通が運行する2コースでは、原則として朝日自動車同仕様の日野・ポンチョを使用する。ロイヤル交通カラーの日産ディーゼル・スペースランナーRMや日野・リエッセなどが代走する場合もある。
2023年2月、小型電気バスBYD・J6を1台購入、同3月以降、朝日自動車によって、共和・広田・中山道コースにて運行開始予定とされていた（充電設備は、同社加須車庫とふるさと館に設置された）。しかし、BYD電気バスの六価クロムの問題で一時見送られ、同年5月2日より運行を開始した。

## 鴻巣市デマンド交通・乗合タクシー
以下はいずれも、自宅と共通乗降場（一部差異あり）で乗降可能。市内から北里大学メディカルセンター（北本市）・行田総合病院（行田市）・さめじまボンディングクリニック（熊谷市）・北本駅（北本市）の利用も可能だが、市外間の利用はできない。
- 鴻巣市デマンド交通ひなちゃんタクシー
事前登録制、予約不可。後期高齢者、障害者、妊婦、未就学児が登録・利用可能。
- こうのす乗合タクシー（実証実験中）
事前登録・予約制、市民なら誰でも利用できる。